# Alphonse Jacques de Dixmude

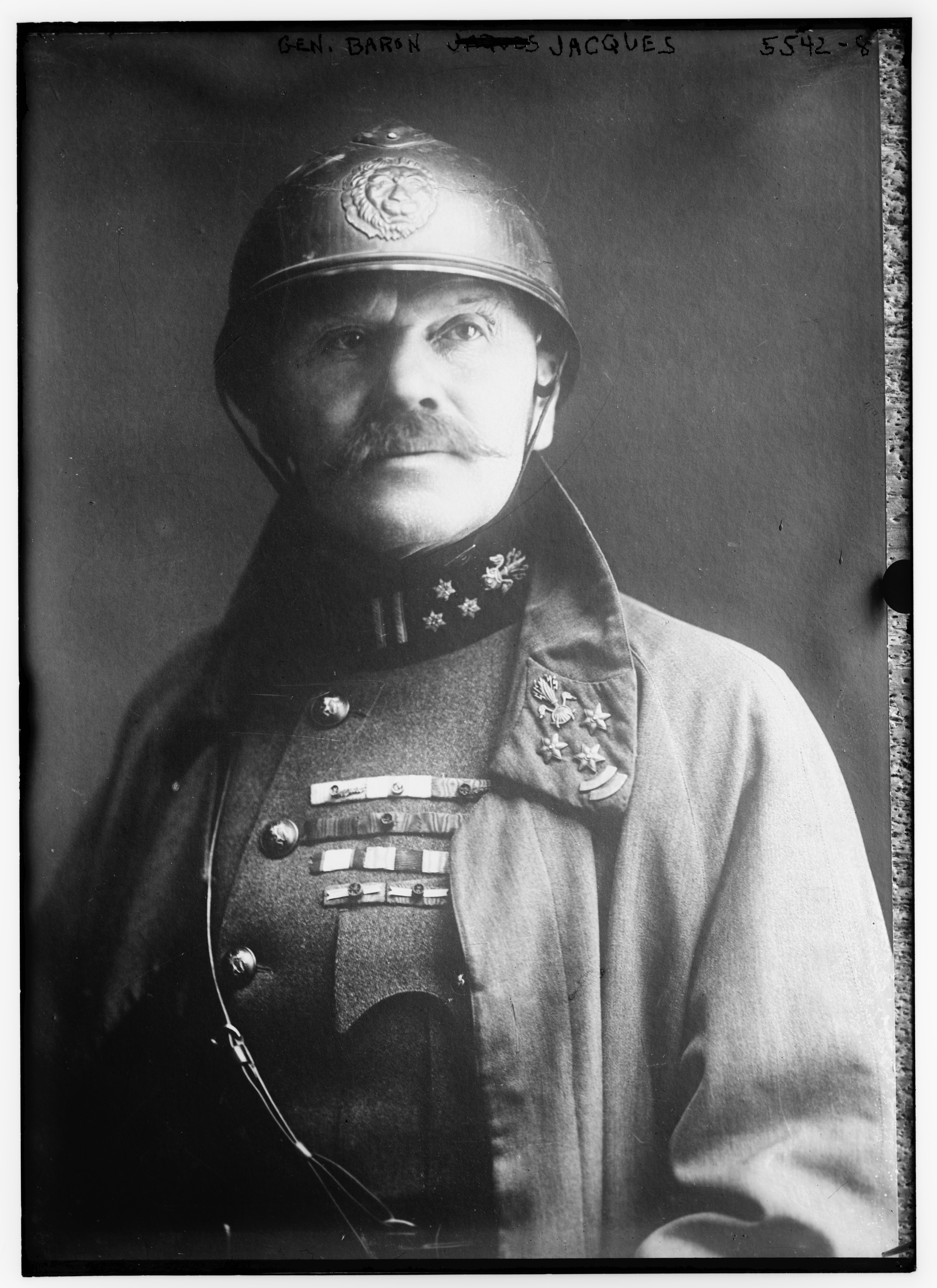
Alphonse Jacques de Dixmude

Jules Marie Alphonse Jacques de Dixmude, auch: General Jacques, (* 24. Februar 1858 in Stavelot, Belgien; † 24. November 1928 in Ixelles, Belgien) war ein belgischer Soldat und Kolonialadministrator, der ab den 1890er Jahren für den belgischen König Leopold II. im Kongo-Freistaat diente. In Anerkennung seiner Verdienste während des Krieges 1914–1918 bei der Verteidigung des Brückenkopfs von Diksmuide wurde General Jacques von König Albert I. zum Baron ernannt und erhielt die Erlaubnis, seinem Namen die Worte „de Dixmude“ hinzuzufügen. Er beendete seine Karriere als Generalleutnant.

## Biographie

### Frühe Jahre (1851–1882)
Jules Marie Alphonse Jacques wurde am 24. Februar 1858 in Stavelot in eine bürgerliche Familie geboren. Er war der Sohn von Jules Jacques, einem Notar aus Vielsalm, und von Marie Catherine Lamberty. Nach seiner Rückkehr von seiner vierten Kongoreise heiratete er am 8. Juni 1899 in Lüttich die Industriellentochter Pauline Beaupain. Das Paar hatte fünf Kinder.

### Militärkarriere
Im Alter von 18 Jahren erlangte Jacques die Aufnahme in die Militärschule und schloss diese am 4. Mai 1878 als Sous-Lieutenant im 9. Linienregiment ab. 1885 wurde er zum Leutnant ernannt und erhielt sein Zertifikat als stellvertretender Stabsoffizier der belgischen Kriegsschule (französisch: École de guerre) am 7. Dezember 1886. 1894 wurde er zum Hauptmann und 1899 Captain-Commandant (deutsch etwa: Stabshauptmann) der Reserve ernannt.
Nach seinen Expeditionen nach Zentralafrika wurde er am 26. Juni 1907 zum Major und Bataillonskommandeur befördert, am 30. September 1908 zum stellvertretenden Kommandanten der Militärschule, am 26. Juni 1913 zum Oberstleutnant und am 31. Juli 1914 zum Oberst ernannt.

### Afrika

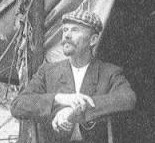
Jacques in Katanga im Jahr 1903

Jacques erste Afrika Reise erfolgte ab 1887. Im Dienstgrad Lieutenant adjoint d'état-major schiffte er sich an Bord der Vlaanderen nach Afrika ein und ging am 8. Mai 1887 in Boma von Bord. Ab dem 25. Oktober 1887 brach er mit der Expedition Dhanis-Bia-Ponthier-Wells auf, um den Oberen Kongo zu besetzen und in Basoko ein Lager mit Vorposten zu errichten. Im August 1889 gründete er die Bumba Station. Bis zum 24. April 1890 kehrte er nach Europa zurück.
In dieser Zeit hatte die belgische Gesellschaft gegen Sklaverei (französisch: Société antiesclavagiste belge) beschlossen, eine Militärexpedition zu organisieren, um die indigene Bevölkerung des Kongo vor den Überfällen der Menschenhändler von Tanganjika aus zu schützen. Ab 1891 wurde Jacques von der Anti-Sklaverei-Gesellschaft in den Kongo geschickt und hielt sich dort insgesamt dreimal hintereinander als Beamter und Offizier auf, und zwar von 1891 bis 1894, von 1895 bis 1898 und von 1902 bis 1905.

#### 1891–1894: Erste Anti-Sklaverei-Expedition
Jacques erreichte Sansibar am 2. Juni 1891. Er wurde zum Expeditionsleiter bestimmt und nahm Leutnant Renier als seinen Stellvertreter mit. Am 3. Januar 1892 fand er eine strategisch günstig gelegene Position am Ufer des Tanganjikasees und gründete dort Albertville (heute Kalemie). In der Folge wurde die dortige Station zu einer zentralen Position im Kampf gegen die arabischen Sklavenhändler, die von Osten aus in dem Gebiet auf Menschenjagd gingen. Am 5. Dezember 1892 erreichte eine Einheit unter dem Kommando von Leutnant Duvivier Albertville, um Jacques zu verstärken und mit Nachschub zu versorgen, der von arabischen Sklavenhändlern bedrängt wurde. Am 10. Januar 1893 gelang es den Truppen, eine mächtige arabische Boma in der Nähe von Albertville zu zerstören. Bei dieser Gelegenheit wurde in Moliro am südlichen Ende des Tanganjikasees ein Posten eingerichtet, der von Leutnant Duvivier besetzt werden sollte. Leutnant Renier errichtet Fort Clémentine in Urua. Im April 1893 erhielt Jacques weitere Verstärkung. Am 6. Januar 1894 gelang es, die mächtige Boma von Mouhissa ohne eigene Verluste einzunehmen. Am 5. Februar 1894 verließ Jacques Albertville und kam am 23. Juni 1894 in Brüssel an.

#### 1895–1898
Jacques’ zweite Reise begann 1895. Am 6. August 1895 trat er die Stelle des Generalkommissars des Kongo-Freistaats an und wurde zugleich mit dem Kommando über den Bezirk Leopold-II.-See beauftragt, der allerdings noch erkundet und besetzt werden musste. Bis zum 25. August 1898 kehrte er nach Brüssel zurück.

#### 1902–1905
Am 1. Dezember 1902 brach er zu seiner letzten Reise in den Kongo auf, diesmal um eine Studienmission für die Katanga-Eisenbahn zu leiten.
Jacques war auch dafür bekannt, dass er zur Brutalität der Herrschaft im Freistaat Kongo beigetragen hatte. So ist sein Name auch im Casement-Bericht von 1904 erwähnt. Als er hörte, dass einheimische kongolesische Zwangsarbeiter Weinreben nicht in der vorgeschriebenen Weise behandelten, schrieb er an einen seiner Untergebenen: „Diese Leute von [Inongo] sind ganz sicher ein übler Haufen. Sie waren gerade hier und haben Weinreben abgesägt… Wir müssen sie bekämpfen, bis sie sich vollständig unterwerfen oder vollständig ausgerottet sind. Informieren Sie die Eingeborenen, dass ich sie bis auf den letzten Mann ausrotten werde, wenn sie auch nur einen einzigen Weinstock abschneiden.“

### Erster Weltkrieg
Bei der Mobilisierung im August 1914 kommandierte Jacques als Oberst das 12. Linienregiment der belgischen Armee. Er kämpfte mit seinem Regiment bei Visé, an der Wandre-Brücke, bei Queue-du-Bois und bei Bellaire, um die von den Deutschen angegriffene Festung Lüttich zu verteidigen. In der Schlacht von Sart-Tilman vom 5. bis 6. August 1914 stellte er sich persönlich an die Spitze seiner Truppen.
Am 11. und 12. September 1914 führte er während der Belagerung von Antwerpen seine Truppen unter feindlichem Artillerie- und Maschinengewehrfeuer zum Angriff bei Haacht und Over-de-Vaart. Im Oktober 1914 hielt er während der Ersten Flandernschlacht an der Yser-Front trotz stärkstem Artilleriebeschuss und zweier Verletzungen seinen Kommandoposten im Brückenkopf von Dixmude. So gelang es, die deutsche Armee vor Dixmude vorerst aufzuhalten, was Jacques nach seiner Nobilitierung den Ehrennamen „Jacques de Dixmude“ einbrachte.

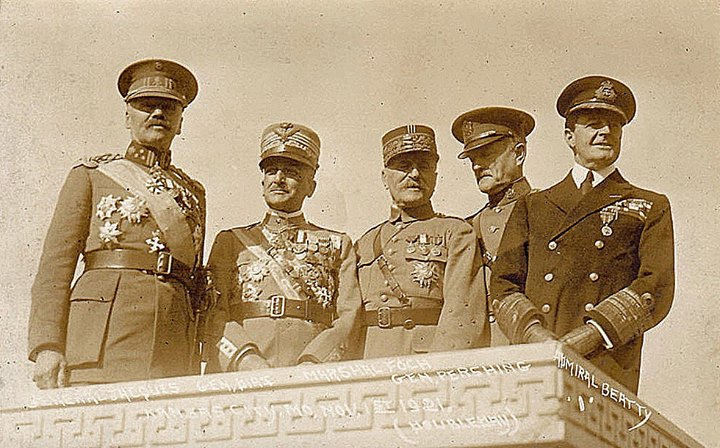
Jacques mit General Diaz, Marschall Foch, General Pershing und Admiral David Beatty in Kansas City, 1921.

Am 30. April 1915 wurde er zum Generalmajor und am 30. März 1916 zum Generalleutnant, dem höchsten Rang in der belgischen Militärhierarchie, befördert. Er übernahm zunächst das Kommando über die 2. Brigade der 3. Division, dann das dieser Division selbst. Unter seinem Kommando bewährte sich die bereits seit den Kämpfen um Lüttich als „Eiserne Division“ bekannte Einheit erneut, so etwa in den schweren Schlachten am sog. Dodengang. Angesichts der schweren Verluste der Belgier ergriff er die Initiative, die Besetzung der vordersten Schützengräben zu reduzieren.
Am 17. April 1918 starteten die Deutschen einen massiven Angriff im Sektor Merckem, der die Soldaten der 3. Division zunächst zurück drängte. Der deutsche Vormarsch wurde erst gestoppt, als die Bataillone von General Jacques einen Gegenangriff starteten, der durch belgisches Artilleriefeuer gut unterstützt wurde. Die Deutschen wurden aus dem eroberten Gebiet vertrieben und die Belgier machten 800 deutsche Gefangene.

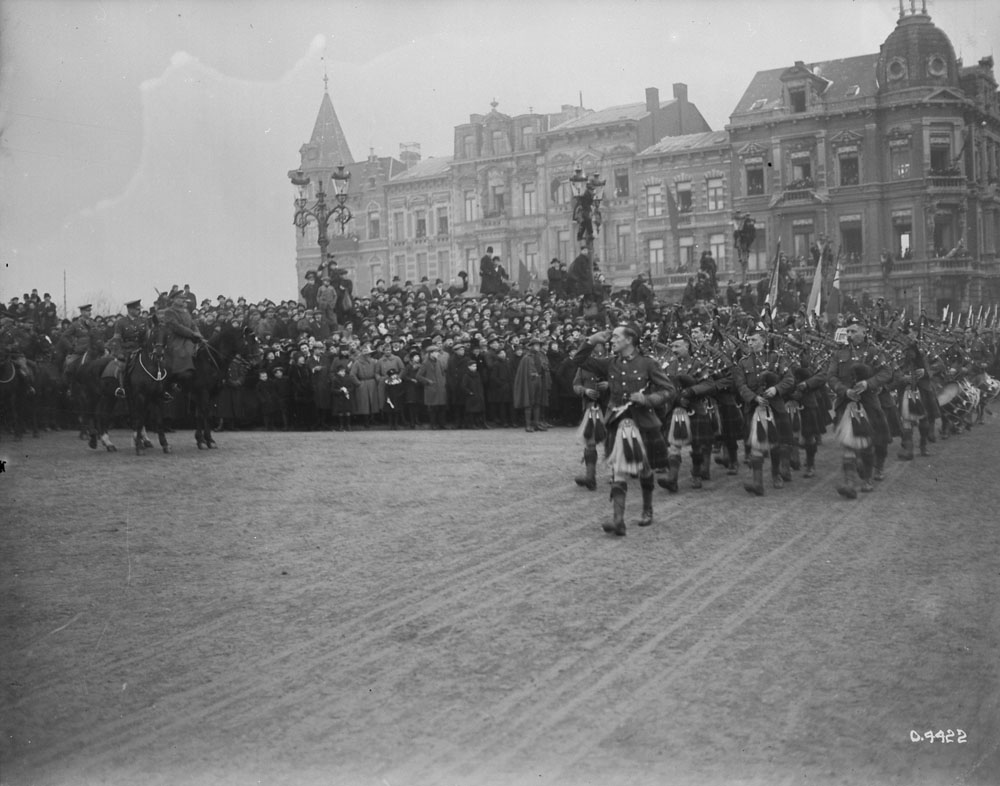
General Jacques nimmt im Februar 1919 in Lüttich eine Parade des 16. Infanterie-Bataillons der kanadischen 1. Division ab.

Das 16. Infanteriebataillon paradiert vor General Jacques und inspiziert die 1. kanadische Division in Lüttich, Februar 1919.
Am 28. September 1918 übernahm Jacques das Kommando über die zentrale Angriffsgruppe der belgischen Armee. Anfang November 1918 befehligte er eine Gruppe der 4., 9. und 12. Division, die vor der schwierigen Aufgabe stand, die Überquerung der Schelde südlich von Gent zu erzwingen. Dieser letzte Angriff wurde durch den Waffenstillstand vom 11. November abgesagt.

### Zwischenkriegszeit

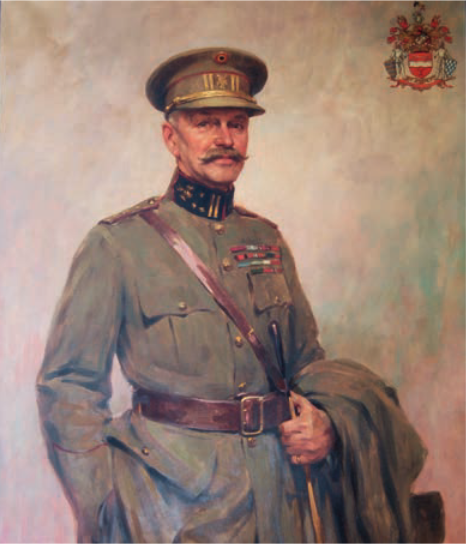
General Baron Jacques de Dixmude.

Mit der 3. Division nahm er im Juni 1919 an der Besetzung des Rheinlandes teil. Anlässlich des belgischen Nationalfeiertags am 21. Juli 1919 verlieh ihm König Albert I. von Belgien in Anerkennung für seine Tapferkeit im Ersten Weltkrieg verschiedene Orden, sowie den Titel eines Barons. Im April 1923 wurde er pensioniert.
Nach seinem Tod an einer Lungenentzündung am 24. November 1928 fand am 29. November 1928 ein Staatsbegräbnis in der Kathedrale St. Michael und St. Gudula in Brüssel statt. Er wurde auf dem Friedhof von Vielsalm beerdigt.

## Ehrungen und Auszeichnungen
Am 21. Juni 1919 wurde er von König Albert I. zum Baron ernannt, dem im Oktober 1924 der Titel „de Dixmude“ hinzugefügt wurde.
Denkmäler ehren ihn auf dem Stadtplatz von Diksmuide, in den Gemeinden Hal, Vielsalm und in Stavelot.
Straßen tragen seinen Namen in Brüssel (Boulevard Général Jacques), Diksmuide, Lüttich, Nivelles, Chaudfontaine und Verviers (Place Général Jacques).

### Auszeichnungen

#### Belgische Orden
- Großkordon des belgischen Leopoldordens mit Palme;
- Kommandeur des belgischen Kronenordens
- Kommandeur des Afrikanischen Sternenordens (1927);
- Ritter des belgischen Löwenordens
- Étoile de Service;
- belgisches Kriegskreuz (1915, mit Palme);
- Militärkreuz 1. Klasse;
- Yser-Medaille;
- Erinnerungsmedaille an den Feldzug 1914–1918;
- Siegesmedaille;
- Gedenkmedaille an die Regierungszeit von König Leopold II.;
- Arabische Feldzugsmedaille (Freistaat Kongo).

#### Ausländische Orden
- Großoffizier der französischen Ehrenlegion
- Kriegskreuz 1914–1918 und Kriegskreuz 1914–1918 mit Palme (Frankreich);
- Großoffizier des Orden vom Heiligen Michael und Heiligen Georg (Großbritannien);
- Großkreuz des Ordens der Heiligen Anna mit Schwertern (Russland);
- Kommandeur des italienischen Ordens der Heiligen Mauritius und Lazarus
- Militärische Tapferkeitsmedaille in Silber (Italien);
- Army Distinguished Service Medal (Vereinigte Staaten);
- IV. Klasse des Ordens des Karađorđe-Sterns (Serbien).

### Galerie

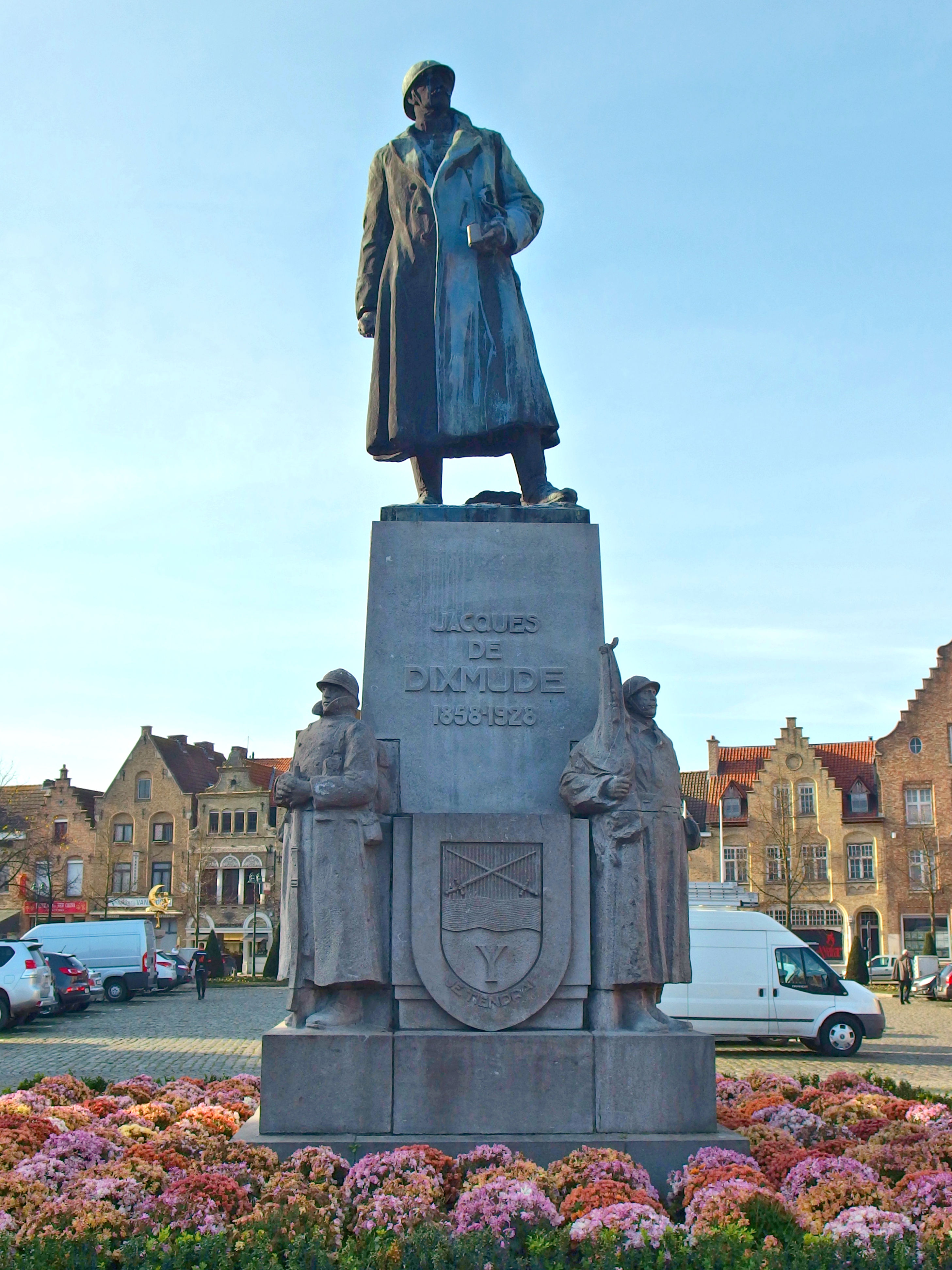
Denkmal für General Jacques in Diksmuide.
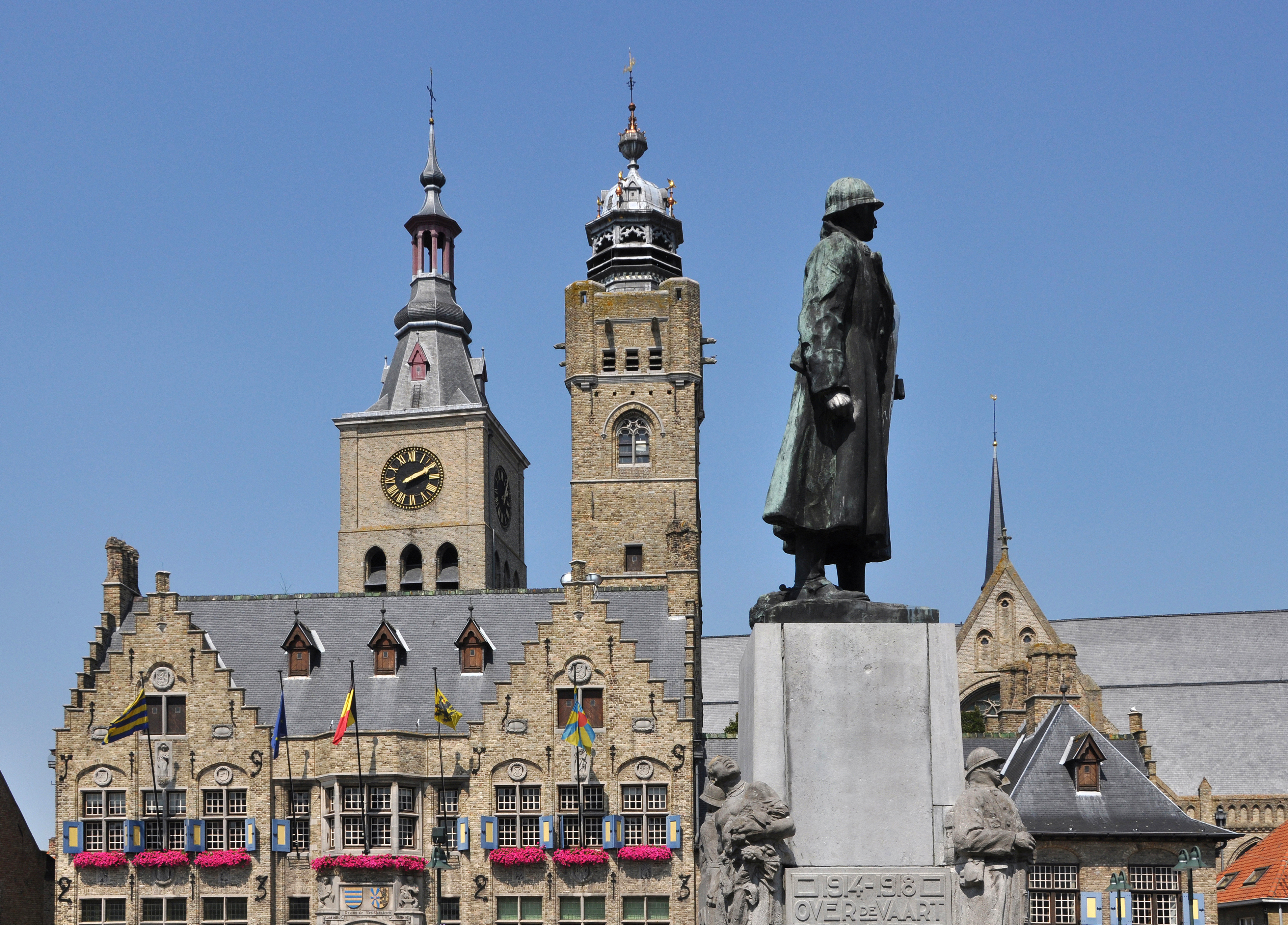
Denkmal für General Jacques vor dem Rathaus von Diksmuide.
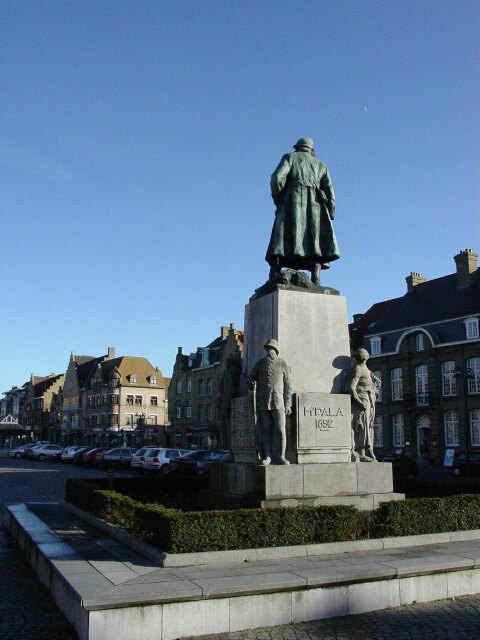
Rückseite des Sockels der Statue von Diksmuide mit einem freigelassenen Sklaven, einem behelmten Kolonisten und den Worten „M'pala 1892.“
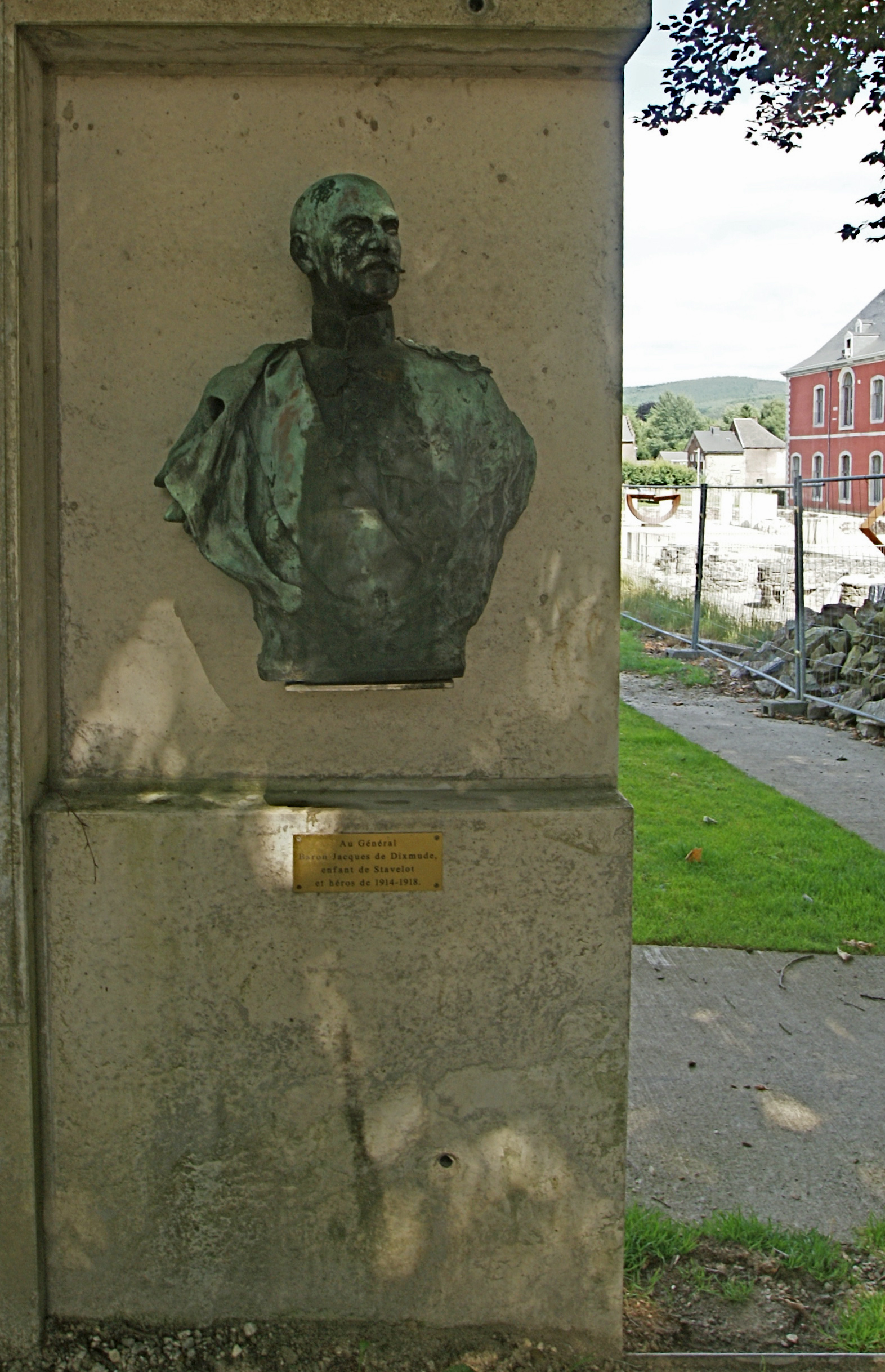
Büste von General Jacques in Stavelot.
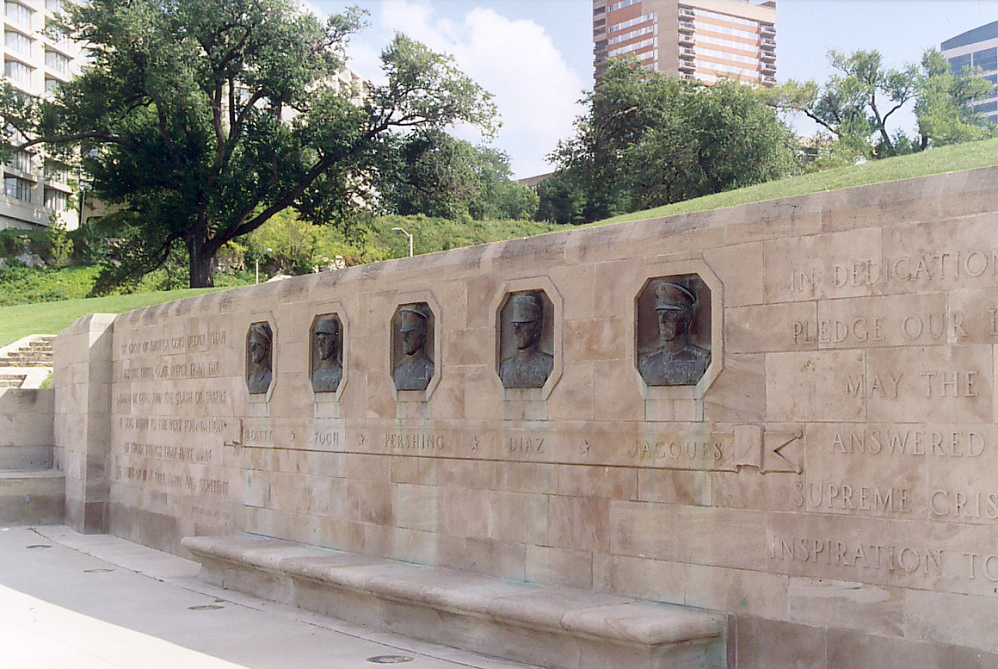
Bronzebildnisse der obersten Militärbefehlshaber der westlichen Alliierten im Ersten Weltkrieg David Beatty, Ferdinand Foch, John Pershing, Armando Diaz und Jacques, am Liberty Memorial in Kansas City.
Familienwappen nach der Nobilitierung.